# Säby kyrka, Skåne
Säby kyrka är en kyrkobyggnad belägen i Säby i Landskrona kommun. Den är församlingskyrka i Landskrona församling i Lunds stift.
Kyrkan är numera stängd vintertid.

## Kyrkobyggnaden
Kyrkan är huvudsakligen byggd 1850-51 och är uppförd i gråsten och tegel. Fasaderna är avfärgade vita, samt både spritputsade och slätputsade. Koret och delar av långhusväggarna härstammar från 1100- eller 1200-talet.
I mitten av 1800-talet fanns det planer på att riva kyrkan och föra över menligheten till Härslövs kyrka. Professor Carl Georg Brunius inspekterade kyrkan och konstaterade: "Sällan får man se ett Herrens hus, som är oansenligare och mera bristfälligt". Till slut bestämdes det dock att kyrkan fick stå kvar, vilket ledde till en om- och tillbyggnad 1850-51. Då revs det gamla tornet och vapenhuset. Kyrkan utökades 8,4 meter i väster. Yttertaken lades om, ett tunnvalv slogs över innertaket, fönsteröppningarna höggs ner och nya fönster och dörrar installerades. Ledare för ombyggnaden var byggmästare J P Berglund, Sireköpinge.
Ett nytt torn med spira tillkom 1877 efter ritningar av Oscar Ericsson, ÖIÄ. 1882 byttes tegeltaket ut mot skiffertak. 1978 förändrades korpartiet och kyrkan gjordes betydligt ljusare. 2008 restaurerades kyrkan. Då skedde lagning, putsning och avfärgning av kyrkans samtliga fasader, samt tornets klockvåning. Vidare blev kyrkans ljudluckor renoverade och gjutjärnsfönsterna blev reparerade och ommålade.

## Inventarier
- Den äldsta inventarien är dopfunten av sandsten som är gjord av Tove stenmästare eller någon av hans lärjungar.
- Dopfatet av mässing är från 1600-talet.
- Koret domineras av altarskärmväggen från 1870-talet.
- Altartavlan från 1925 är utförd av Georg Hansen, Landskrona och föreställer "Maria vid Jesu kors".
- Nuvarande altarring tillkom 1902.
- Predikstolen har troligen tillkommit på 1870-talet, men dess trappa ligger delvis på rester av den gamla medeltida södra sidoaltaret.
- Det finns en målning från 1700-talet föreställande den "heliga familjen".
- Inskriptionen på kyrkklockan lyder: "Gån in i Herrans portar med tackande, uti hans gårdar med lovande, tacker honom, lover hans namn".

### Orgel
- 1862 byggde Johan Nikolaus Söderling, Göteborg en orgel med 6 stämmor.
- Den nuvarande orgeln byggdes 1925 av A. Magnussons Orgelbyggeri AB, Göteborg och är en pneumatisk orgel. Den har fria och fasta kombinationer och det finns en gemensam svällare för hela orgeln.

| Manual I     | Manual II       | Pedal         | Koppel    |
| Borduna 16´  | Rörflöjt 8´     | Subbas 16´    | I/P       |
| Principal 8´ | Salicional 8´   | Violoncell 8´ | II/P      |
| Gamba 8'     | Violin 8'       |               | II/I      |
| Oktava 4'    | Voix céleste 8' |               | I 4'/I    |
| Gemshorn 2'  | Fernflöjt 4'    |               | II 16'/II |
| Trumpet 8'   |                 |               |           |

## Kyrkogården
Kyrkogården består av ca 100 gravar. Därav är 35 stycken kulturgravar. Bland annat är många medlemmar av släkten Tranchell begravda här. Bland vilka särskilt kan nämnas:
- Carl Tranchell
- Harry Tranchell
- Justus Tranchell

### Webbkällor
- IDstory om Säby kyrka
- Landskrona församling
- Malmö Museer, Kulturarvsenheten